# Шулаковка (Башкирия)
Шулако́вка — упразднённая в 1981 году деревня Уршадинского сельсовета Аскинского района (согласно Указу Президиума ВС Башкирской АССР от 14.09.1981 N 6-2/327 «Об исключении некоторых населенных пунктов из учетных данных по административно-территориальному делению Башкирской АССР»).
Находилась на реке Швеинка, возле деревни Швея, в 3 км от Пермского края.
В 1926 году входила в Ново-Кочкильдинский сельсовет, Балакчинская волость, Бирский кантон.
Данные 1926 года:
Преобладающая национальность — русские.
Число вёрст до ВИКа — 8
Число дворов — 34. Число хозяйств в 1925 году — 27.
Число душ: 177, из них: 70 — мужчины, 107 — женщины. «Поселенные списки домохозяев» всесоюзной переписи населения 1926 года по Балакчинской волости Бирского уезда Уфимской губернии приводят меньшие данные:.
25 хозяйств, 52 мужчины, 75 женщин, всего 127.